# 도첩제
도첩제(度牒制) 또는 도승제(度僧制)는 승려에게 의무적으로 승려들만의 신분증명서인 도첩(도패(度牌)라고도 불린다)을 지니도록 한 신분 증명 제도이다. 중국의 남북조 시대에 최초로 시작되어 당나라에서 제도화되었다. 

## 개요
제도의 시작은 중국 북위(北魏) 시대였다. 중국에서는 승려에 대해 요역, 납세 등 각종 의무를 면제해주었고, 요역을 피하기 위해 출가하는 이가 늘어났다. 이러한 폐단을 막기 위하여 시행한 제도가 도첩제이다.

## 중국의 도첩제
중국의 국가 권력은 출가나 득도(得度)에 대한 정원을 정하는 등의 제한과 규제를 가했다. 국가가 공인한 승려를 승적(僧籍)으로 편성함으로써 그 규제를 강화하는 동시에 공식 허가를 받은 승려라는 증명서로써 도첩을 발급한 것이다. 해마다 출가하는 승려들의 정원은 국가에서 정한 율령에 따라 제한되었고, 이 정원제한에 든 출가자를 연분도자(年分度者)라고 했다. 북위 희평(熙平) 2년(517년)에 영태후의 영에 "연상도승(年常度僧)은 제한에 따라 대주(大州)는 일단 백 명으로 하고"라는 글이 있고(영 자체는 시행되지 않았음) 속고승전(続高僧伝)의 각 승려들의 전기에서도 북조 당시 연분도승의 제도가 시행되고 있었음을 알 수 있다.
당(唐) 왕조 시대에는 도첩 발행을 맡았던 상서성(尙書省) 산하의 관청의 이름을 따서 사부첩(祠部牒)이라고도 불렸다. 당 중종(中宗) 신룡(神龍) 2년(706년) 과거 제도처럼 불교 경전을 시험하고 성적에 따라서 도첩을 발급하는 「시경도승」(試経度僧) 제도를 시행하기도 했다. 그러나 안사의 난을 겪은 중국의 사회가 급변함에 따라 도첩제도 유명무실해졌다. 
안사의 난 당시 조정의 어사(御史)로 하동도(河東道)에 파견된 최중(崔衆)이 승려와 도사들로부터 도첩은(度牒銀)을 거두어 정부의 재원으로 삼았고, 송(宋) 왕조 시대에는 아예 소지자의 이름을 적지 않고 비워둔 「공명도첩」(空名度牒)이 대량으로 팔려나가기도 했다. 이에 따라 출가 수도하는 승려가 아닌 재가자라 해도 도첩을 사서 승려로써의 권익을 누릴 수 있게 된다. 이를 매첩(売牒)이라 한다. 이러한 도첩 출매는 재정난에 시달리던 송 왕조의 재정 정책의 한 축을 맡고 있었고, 안사의 난 당시와 마찬가지로 국가 재정의 중요한 재원의 하나였다. 도첩은 제도는 명(明) 홍무(洪武) 6년(1373년)에야 폐지되었다.

## 한국의 도첩제
신라 제27대 선덕여왕(善德女王) 5년에 여왕의 병을 고치기 위해 황룡사에서 백고좌를 열고 인왕경 강경법회를 열었으며, 중 1백 명에게 도첩을 허락한 기록이 나온다.
한국에서는 고려부터 본격적으로 시행되었으며, 조선 태조 때 더욱 강화되었다. 조선은 숭유억불정책의 일환으로 도첩제를 실시하여 왕권을 신장하려고 하였다. 승려가 되려고 하는 사람에게 국가에 대한 의무를 지게 한 후 도첩을 주는 방식으로 승려가 되는 것을 억제하는 효과가 있었다. 그 후 조선 성종 때 폐지되었다.

## 일본의 도첩제
일본에서는 나라 시대의 다이호 율령(大宝律令)에 도첩에 대한 규정이 존재하나 그 시행은 《쇼쿠니혼키》(続日本紀) 요로(養老) 4년(720년)에 처음 도첩이 발급되었다는 기록이 나온다. 일본에서는 「득도하게 된 연유」를 적은 문서라는 의미로 통상 「도엔」(度縁)이라고도 불렸다. 도엔의 발행은 태정관(太政官)에서 맡았고 치무성(治部省)・현번료(玄蕃寮)의 담당자나 소코(僧綱) 등의 승관(僧官)이 서명하는 것으로 효력을 발휘했다. 
처음 수계를 받게 되면 도첩을 폐기하고 대신 계첩(戒牒)을 발행하였는데(득도자가 사망하거나 환속할 때도 도첩은 폐기되었다) 고닌 4년(813년) 도첩과 계첩에 대한 제도가 개정되고 도엔 말미에 수계 날짜를 적는 것으로 계첩을 대신하게 되었다. 도첩 폐기에 관한 규정도 사라져 민부성(民部省)의 날인을 받는 것으로 바뀌었다. 실물로써는 시가 현 오쓰 시의 온조지(園城寺)에 엔친(円珍)의 도첩이 남아있으며 현재 일본의 국보이다. 
조정과 연결점이 미약했던 가마쿠라 신불교(鎌倉新仏教)나 진언율종(真言律宗)는 태정관이 아닌 종파의 이름을 내세워 독자적인 도첩을 발행했고, 에도 막부(江戸幕府)는 이러한 각 종파의 독자적인 도첩 발행을 인정하면서도 발행원은 각 종파의 본산(本山)에 한정했다. 메이지 유신(明治維新) 이후는 이러한 규정도 폐지되고 각 불교 종파의 규정을 토대로(대부분은 득도 때) 도첩을 발행했다.

## 참고 문헌
- 이 문서에는 다음커뮤니케이션(현 카카오)에서 GFDL 또는 CC-SA 라이선스로 배포한 글로벌 세계대백과사전의 내용을 기초로 작성된 글이 포함되어 있습니다.